# コキンメフクロウ

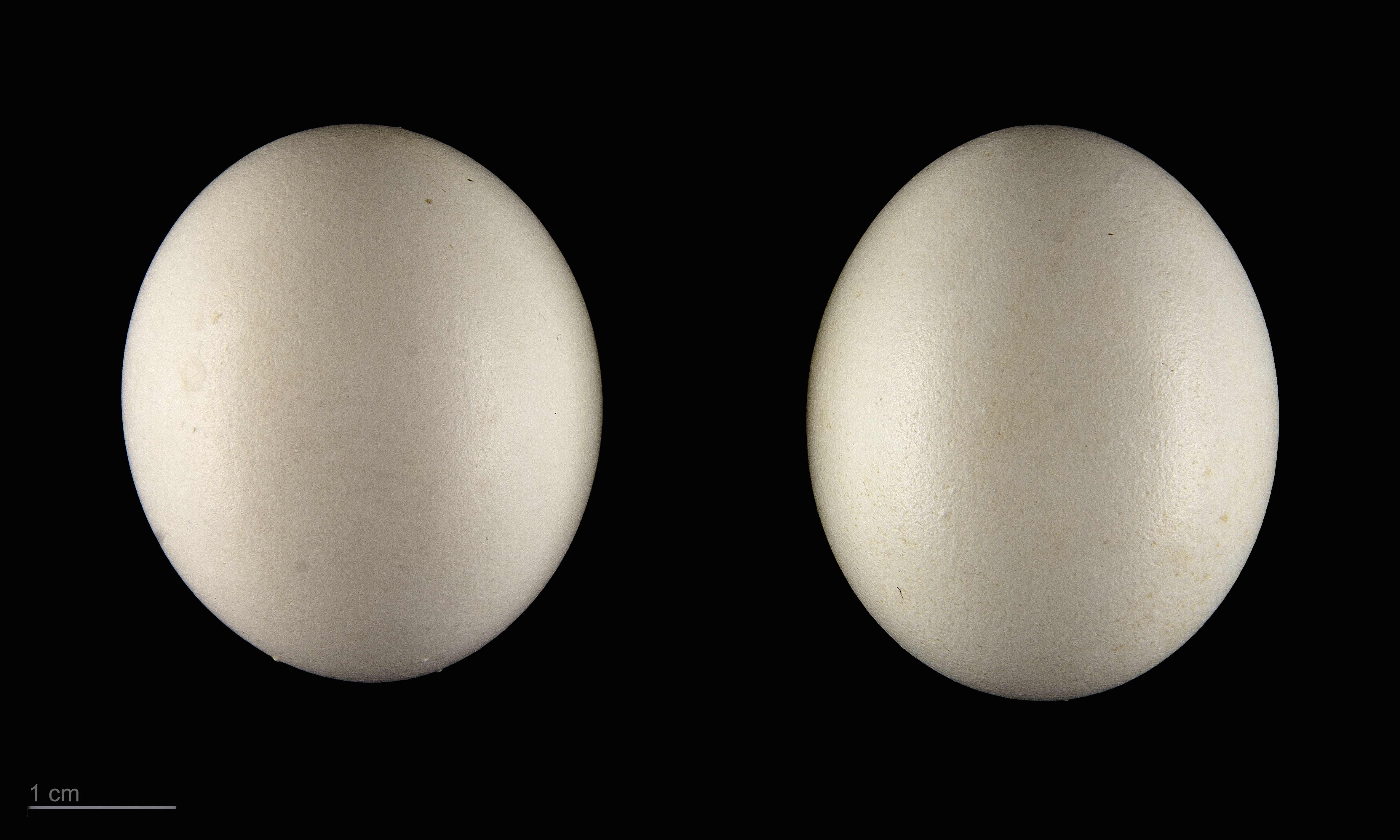
Athene noctua vidalii

コキンメフクロウ（小金目梟、学名：Athene noctua）は、フクロウ目フクロウ科の鳥である。

## 分布

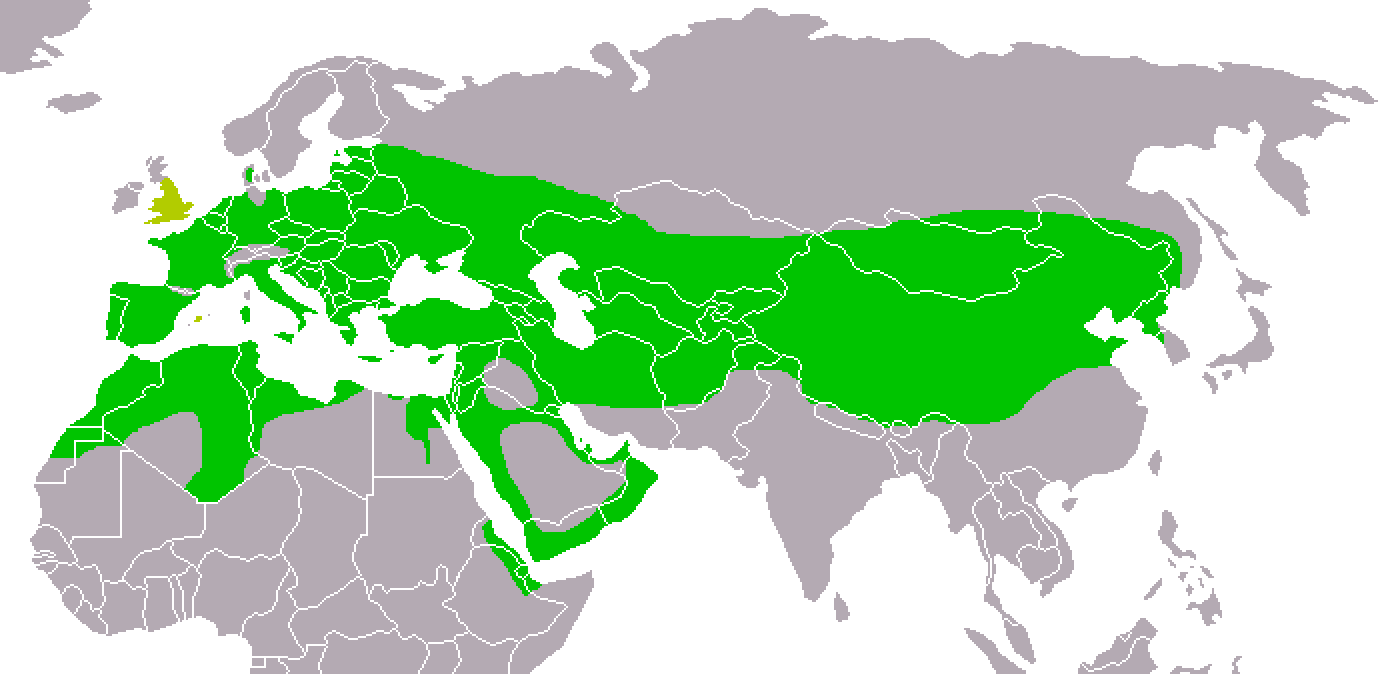
コキンメフクロウの生息地

ヨーロッパ、北アフリカから中国までのアジアに生息する。本来イギリスにはいなかったが、19世紀に持ち込まれ帰化している。

## 特徴
英名の通り小さなフクロウで、体長は23～27.5センチメートル程度である。

## 生態
昆虫やミミズ、両生類などを捕食する。基本的には夜行性だが昼間も活動する。農村や公園、砂漠などの開けた土地に見られる留鳥である。通常は木や岩などの穴に営巣し、3～5個の卵を産む。メスのみが28～29日ほど抱卵し、雛は生後26日ほどで巣立つ。

## 亜種
A. n. noctua
基亜種。最も広範囲に生息している。頭部は白いまだらの入った茶色で、身体は茶色のしまの入った白である。身体の割に頭や足は大きく、目は和名の通り黄色（金色）である。眉のような白い模様が印象的である。キツツキやヒヨドリのような波状飛行をする。幼鳥では模様がはっきりとせず、頭部の白い斑点が少ない。
A. n. lilith
中東に生息する、薄い灰褐色の亜種。Syrian Little Owl。
A. n. desertae
北アフリカに生息する薄い色の亜種。
A. n. indigena
ヨーロッパ南東部、アナトリア半島に生息する亜種。
A. n. bactriana
中央アジアに生息する亜種。

## 人間との関係
本種はギリシア神話の女神アテナの使いとされており、学名のうち属名"Athene" はアテナに由来する。
ペットとしてもよく飼育されるが、昼間も活動するというフクロウには珍しい習性があるので、昼間ペットに時間を割く余裕のない飼い主の場合、比較的飼育が難しい部類になる。
動きが素早い為、飼育下においてケージや小屋から出す際に逃げられてしまうケースもある。